# Wijde Aa (Zuid-Holland)
De Wijde Aa is een langgerekte oeroude veenstroom in de gemeente Kaag en Braassem in het noorden van Zuid-Holland.
Aan de westkant komt de Wijde Aa uit op de (Kromme) Does bij Hoogmade. Aan de oostkant loopt het tot de driesprong van de Woudwetering en het Paddegat (Braassemermeer), ten noorden van de plaats Woubrugge.
De Wijde Aa is een doorgaande route voor pleziervaart naar Hoogmade en Leiden vanaf het Braassemermeer. Het riviertje is in de zomer een populaire zwembestemming. De gemeente heeft er een paar zwemfaciliteiten, zowel bij de Groenewoudsekade bij Roelofarendsveen als de Plasdijk in Woubrugge is er een officiële zwemplek, waar de waterkwaliteit regelmatig bemonsterd wordt 
Aan de Wijde Aa is tevens een overdekte jachthaven gevestigd. Rondom en in een oude poldermolen genaamd de Veendermolen is sinds 1958 zeilschool 'de Wijde Aa' gevestigd. Er wordt lesgegeven in houten 16m²-boten en in de optimist. De naastgelegen afgeknotte molen is de Jonge Willem, officieel de Zonnemolen. Hier werd vroeger koren gemalen. 